# Дофарский диалект арабского языка
Дофа́рский диалект арабского языка (араб. اللهجة الظفارية‎) — одна из южнойеменских разновидностей арабского языка.
Дофарский диалект распространён в городе Салала и прилегающих прибрежных районах в провинции Дофар на юге Султаната Оман (см. карту). На дофарском диалекте в качестве второго языка также говорят горные племена близлежащих районов, родными языками которых являются современные южноаравийские языки. По данным на 2020 год, насчитывалось около 130 тыс. носителей этого диалекта. Дофарский диалект близок к диалектам хадрамаута, Персидского залива и Омана.